# Divizia A 1984-1985
La Divizia A 1984-1985 è stata la 67ª edizione della massima serie del campionato di calcio rumeno, disputato tra il 2 settembre 1984 e il 19 giugno 1985 e concluso con la vittoria finale della Steaua București, al suo decimo titolo.
Capocannoniere del torneo fu Gheorghe Hagi (Sportul Studențesc), con 20 reti.

## Formula
Come nella stagione precedente le squadre partecipanti furono 18 e disputarono un turno di andata e ritorno per un totale di trentaquattro partite.
Le ultime tre classificate retrocedettero in Divizia B.
Le qualificate alle coppe europee furono quattro: la vincente alla coppa dei Campioni 1985-1986, seconda e terza alla Coppa UEFA 1985-1986 e la finalista della coppa di Romania alla coppa delle Coppe 1985-1986.

## Classifica finale
|    | Classifica            | G  | V  | N  | P  | GF | GS | Dif | Pt |
| -- | --------------------- | -- | -- | -- | -- | -- | -- | --- | -- |
| 1  | Steaua București      | 34 | 23 | 8  | 3  | 71 | 24 | +47 | 54 |
| 2  | Dinamo București      | 34 | 21 | 10 | 3  | 59 | 31 | +28 | 52 |
| 3  | Sportul Studențesc    | 34 | 20 | 8  | 6  | 71 | 28 | +43 | 48 |
| 4  | Universitatea Craiova | 34 | 17 | 5  | 12 | 61 | 46 | +15 | 39 |
| 5  | Gloria Buzău          | 34 | 13 | 8  | 13 | 51 | 51 | 0   | 34 |
| 6  | ASA Târgu Mureș       | 34 | 13 | 7  | 14 | 32 | 32 | 0   | 33 |
| 7  | FC Argeș Pitești      | 34 | 12 | 8  | 14 | 44 | 35 | +9  | 32 |
| 8  | Corvinul Hunedoara    | 34 | 15 | 2  | 17 | 51 | 52 | -1  | 32 |
| 9  | Politehnica Timișoara | 34 | 12 | 8  | 14 | 35 | 52 | -17 | 32 |
| 10 | FC Bihor Oradea       | 34 | 13 | 5  | 16 | 39 | 43 | -4  | 31 |
| 11 | Rapid București       | 34 | 10 | 10 | 14 | 36 | 43 | -7  | 30 |
| 12 | FCM Brașov            | 34 | 13 | 4  | 17 | 33 | 41 | -8  | 30 |
| 13 | FC Olt Scornicești    | 34 | 13 | 4  | 17 | 34 | 52 | -18 | 30 |
| 14 | Chimia Râmnicu-Vâlcea | 34 | 11 | 7  | 16 | 26 | 50 | -24 | 29 |
| 15 | SC Bacău              | 34 | 11 | 6  | 17 | 36 | 41 | -5  | 28 |
| 16 | Jiul Petroșani        | 34 | 11 | 6  | 17 | 36 | 58 | -22 | 28 |
| 17 | FC Baia Mare          | 34 | 11 | 4  | 19 | 30 | 46 | -16 | 26 |
| 18 | Politehnica Iași      | 34 | 8  | 8  | 18 | 36 | 56 | -20 | 24 |

### Verdetti
- Steaua București Campione di Romania 1984-85.
- Jiul Petroșani, FC Baia Mare e Politehnica Iași retrocesse in Divizia B.

### Qualificazioni alle Coppe europee
- Coppa dei Campioni 1985-1986: Steaua București qualificato.
- Coppa UEFA 1985-1986: Dinamo București e Sportul Studențesc qualificate.